# Por mis pistolas
Por mis pistolas es una película de comedia y wéstern mexicana de 1968 dirigida por Miguel M. Delgado y protagonizada por Mario Moreno "Cantinflas" e Isela Vega. La carrera cinematográfica de Vega despegó después de esta película. Es una sátira del género spaghetti western, en boga a finales de la década de 1960.

## Argumento
Fidencio Barrenillo (Cantinflas) es un boticario pueblerino en la frontera norte de México que descubre unos antiguos títulos de propiedad de una mina en Arizona, La Veladora, que heredó un fallecido bisabuelo suyo, y decide ir a reclamarla. En el trayecto es capturado por una tribu de apaches y está a punto de ser quemado vivo, pero es visto por uno de los miembros de la tribu, Winona (Gloria Coral) y gracias a que el Gran Jefe Caballo Recostado (Manuel Vergara) tiene dolor de muelas y se entera de que el prisionero lo puede sanar, ordena su liberación con la condición de que lo cure. Fidencio le saca la muela y obtiene la amistad eterna de Winona y el jefe apache. Ahí es nombrado como el «Gran Brujo Mano de Santo».
Tras despedirse de los apaches, Fidencio continua su camino rumbo al rancho de sus parientes, los Sánchez. En el pueblo se aloja en el hotel de Pat O'Connor (Jorge Rado), que tiene controlado al pueblo mediante el terror que siembran una gavilla de pistoleros que tiene a sus órdenes. Gracias a que su cuarto se encuentra junto al de la novia de Pat, Fidencio se entera de los planes de éste para atacar el rancho de sus parientes, y junto con el sheriff del pueblo, Jim (John Kelly) se dirige a avisarles y de pasada a conocerlos.
Fidencio conoce a los Sánchez; el tío Don Serapio (Manuel Alvarado), y los hijos de este y primos de Fidencio, Pedro (Gregorio Casal), Pablo (Alfonso Mejía) y Lupita (Isela Vega), quienes le dan la bienvenida y planean la defensa del rancho con las armas, pero Fidencio los convence dejar todo en sus manos, y por medio de una poderosa purga aplicada convenientemente a la banda de malhechores consigue evitar el asalto. En pocos días manda a la cárcel a Frank (Carlos Cardán), el feroz primer gatillo de Pat.
O'Connor decide cobrarse la afrenta cuando su novia le dice que ha escuchado que Fidencio y los Sánchez van en busca de La Veladora y decide emboscarlos ahí mismo. Cuando Fidencio, su tío Serapio y sus primos Pablo y Pedro llegan a la mina, aparecen Pat y su banda para usurparles la mina, pero entonces Fidencio y su prima Lupita mandan señales de humo pidiendo ayuda a los apaches. Winona, el Gran Jefe Caballo Recostado y sus apaches hacen su reaparición y derrotan a los maleantes. La película termina con Fidencio, los Sánchez y el resto del pueblo felices realizando una fiesta.

## Reparto
- Mario Moreno "Cantinflas" como Fidencio Barrenillo.
- Isela Vega como Guadalupe Sánchez «Lupe».
- Gloria Coral como Winona, hija del Gran Jefe Caballo Recostado.
- Quintín Bulnes como Tommy Bernard.
- Rhea Frichina como Katie (como Rhea).
- Carlos Cardán como Frank.
- Ivan J. Rado como Pat O'Connor (como Jorge Rado).
- Alfonso Mejía como Pablo Sánchez.
- Manuel Alvarado como Don Serapio Sánchez.
- John Kelly como Sheriff Jim.
- Eduardo Alcaraz como Don Chuchito.
- Pedro Galván
- Agustín Isunza como Don Pánfilo.
- Carlos Pouliot como Agente fronterizo.
- Manuel Vergara como Gran Jefe Caballo Recostado (como Manver).
- Angelita Castagni
- Arturo «Bigotón» Castro
- José Torvay
- Gregorio Casal como Pedro Sánchez (como Jesus Casillas).
- Ricardo Carrión como Willy.
- Héctor Carrión como Jimmy.
- Farnesio de Bernal como Cantinero.
- Ramón Menéndez como Johnny.
- Alberto Catalá como Pianista.
- Ramiro Orci como Villano.
- Arturo Silva
- José Loza
- Salvador Lozano
- Juan Garza como Pistolero.